# Polaris (programa nuclear del Reino Unido)
El programa Polaris del Reino Unido, oficialmente llamado British Naval Ballistic Missile System (en español Sistema de Misiles Balísticos Navales Británicos, proporcionó su primer sistema de armas nucleares en el Reino Unido. El sistema nuclear Polaris estuvo en servicio desde 1968 hasta 1996, cuando fue sustituido por el sistema nuclear Trident.
Polaris en sí era un sistema operativo de cuatro submarinos de misiles balísticos Clase Resolution, cada uno armado con 16 misiles balísticos Polaris A-3. Cada misil pudo lanzar tres ojivas termonucleares ET.317. Esta configuración se actualizó más tarde para llevar dos ojivas endurecidas contra los efectos de la radiación y el pulso electromagnético nuclear, junto con una variedad de señuelos.
El programa británico Polaris se anunció en diciembre de 1962 tras el Acuerdo de Nassau entre EE. UU. y el Reino Unido. El Acuerdo de Venta de Polaris proporcionó el marco formal para la cooperación. La construcción de los submarinos que portarían este sistema de defensa, conocidos como la clase Resolution, comenzó en 1964 y la primera patrulla tuvo lugar en junio de 1968. Los cuatro submarinos estaban operativos en diciembre de 1969. Fueron operados por la Marina Real Británica y tenían su base en la Base Naval de Clyde en la costa oeste de Escocia, a unas pocas millas de Glasgow. Al menos siempre estaba un submarino patrullando para proporcionar una disuasión continua en el mar.
En la década de 1970 se consideró que los vehículos de reingreso eran vulnerables a la pantalla de misiles antibalísticos soviéticos concentrada alrededor de Moscú. Para garantizar que se mantuviera una disuasión nuclear creíble e independiente, el Reino Unido desarrolló una interfaz mejorada denominada Chevaline. Hubo controversia cuando este proyecto se hizo público en 1980, ya que cuatro gobiernos sucesivos lo habían mantenido en secreto y suponía un gasto enorme. Las patrullas de Polaris continuaron hasta mayo de 1996, momento en el que se completó la transferencia gradual al sistema nuclear Trident, que lo reemplazó.